# ناروتو شيبودن: ثورة عاصفة النينجا النهائي
ناروتو شيبودن: ثورة عاصفة النينجا النهائي (بالإنجليزية: Naruto Shippuden: Ultimate Ninja Storm Revolution)‏ أو في اليابان ناروتو شيبودن: ثورة عاصفة ناروتيميت (NARUTO - ナルト - 疾風伝：忍者嵐最後の革命) هي لعبة فيديو قتالية طورتها شركة سيبر كونيكت 2 ونشرتها بانداي نامكو غيمز وهي الإصدار الخامس من سلسلة ناروتو: عاصفة النينجا النهائي المتفرعة من ناروتو: النينجا النهائي، واللعبة مقتبسة من سلسلة الأنمي والمانغا الشهيرة ناروتو للمؤلف ماساشي كيشيموتو. أُصدرت اللعبة في اليابان في 11 سبتمبر 2014، وفي أوروبا في 12 سبتمبر من نفس العام، وفي أمريكا الشمالية في 16 سبتمبر 2014 لمنصتي إكس بوكس 360 و‌بلاي ستيشن 3. كما أُصدرت للحاسوب الشخصي عبر منصة ستيم في 16 سبتمبر 2014.
تحتوي اللعبة على نظام قتال مرمم. وتحتوي أيضًا على طرق جديدة لتكوين الفرق بناءً على مهارتهم وكذلك هجماتهم العكسية وكسرهم للدفاع. عمل ماساشي كيشيموتو في اللعبة بتوفير الشخصية الجديدة ميكا-ناروتو وكذلك تصميمات جديدة للشخصيات المنتمية لمنظمة الأكاتسكي والتي تحكي اللعبة أصول قصصهم في هذه اللعبة. تتضمن اللعبة أيضًا نمط البطولة حيث يقاتل اللاعب ضد 3 مقاتلين يتحكم بهم الحاسوب في نفس الوقت، في صورة معركة ملكية شاملة. يمكن للاعبين أيضًا تعديل الشخصيات.

## نظام اللعب
قدمت اللعبة كسر الدفاع والهجمات العسكية وتحتوي على 100 شخصية أساسية و14 شخصية مساندة. يستطيع اللاعب يكسر دفاع الخصم، ويُفقِده الوعي. هذا يعطي اللاعب لإطلاق العنان لهجوم مميت لإلحاق ضرر خطير. ومع ذلك، يوجد حد لعدد المرات التي يمكن استخدامها فيها. بالنسبة للهجوم العكسي، إن الخصم على وشك توجيه هجوم للاعب، فإن اللاعب يستطيع طرحه أرضًا ويُفقده الوعي، مما يختم على المساندة المتاحة له. التوقيت هو المفتاح هنا لأن الهجوم العكسي هو فعل مستنفد للطاقة. تحتوي اللعبة على نظام قتال مرمم. يوجد بصورة عامة 3 أنواع للفرق. نوع الدفع يغلق المعركة بحاجز مختوم والتي تُفعِّل قدرة الدعم الدافع. يستدعي الدعم الدافع أعضاء الفريق الآخرين ليهاجموا بهجمات متسلسلة مع شخصية اللاعب أو ليحجبوا عنه الهجمات اعتمادًا على نوع المساندة التي توفرها الخلية الثلاثية. نوع التقنية المطلقة هو فريق يمكنه تنفيذ هجوم خارق ثقيل الضرر، والذي يعتمد على الفريق الذي يستخدمه اللاعب. أنواع فرق الصوة تستخدم صحوة في بداية المعركة باستخدام العصا التناظرية اليمنى.
تحتوي اللعبة على 118 شخصية لاعبة، بإضافة شخصيات جديدة وعودة شخصيات أخرى. كان مبتكر السلسلة ماساشي كيشيموتو مشتركًا في اللعبة لتصميم شخصية أصلية، وهي نسخة رجل آلي من ناروتو أوزوماكي يسمى ميكا-ناروتو والذي له طورين من الصحوة: تحول رباعي الذيول وتحول ميكا-كوراما. لأن الشخصية تلعب دورًا في نمط البطولة الرباعية الذي ظهر لأول مرة في السلسلة، فقد ظهر ميكا-ناروتو في حلقة من جزئين من مسلسل ناروتو شيبودن والتي عُرضت في نفس يوم إصدار اللعبة في اليابان. بالإضافة إلى الشخصية الجديدة، صمم كيشيموتو أيضًا أزياء جديدة لساسوري وديدرا وهيدان وكاكوزو وأوروتشيمارو، بالإضافة إلى تصميم تقنية تستخدمها إحدى الشخصيات الجديدة، شيسوي أوتشيها.
بالإضافة إلى اتباع الأحداث القانونية من السلسلة حتى آخر حلقة متلفزة، تتميز اللعبة بقصص جانبية جديدة. هذه القصص تتضمن قصصًا حول الأكاتسكي وشيسوي أوتشيها وكوشينا أوزوماكي. بعد العمل لإنشاء تحريكات جديدة للعبة ناروتو شيبودن: أجيال عاصفة النينجا النهائي، شارك إستديو بيرو - الإستديو العامل على أنمي ناروتو - مرة أخرى لتحريك ما يعادل 50 دقيقة للقصص الجانبية الجديدة.

## الحبكة
أولى القصص الأصلية الجانبية، «نشأة الأكاتسكي»، تكشف أصول أعضاء المجموعة الجديدة. بعد الأحداث المؤدية لموت ياهيكو، يظهر أوبيتو بمظهر توبي أمام ناغاتو وكونان بعدما قتل ناغاتو قائد قرية المطر المخفية هانزو السلمندر ويسيطرون على القرية. يخبرهما أوبيتو بإعادة تشكيل نظام الأكاتسكي بعشرة أعضاء ويرشد ناغاتو وزيتسو لتجنيد كاكوزو في حين تجند كونان ساسوري. في ذلك الوقت، يجند أوبيتو شخصيًا إيتاتشي أوتشيها ثم كيسامي هوشيكاغي. لاحقًا، يتمكن أوروتشيمارو من جذب انتباه الأكاتسكي والانضمام إليهم لأغراضه الشخصية. بعدما جنَّد إيتاتشي ديدرا وجنَّد كاكوزو وأوروتشيمارو هيدان، يكتمل هيكل الأكاتسكي وتبدأ مهمتها بإيجاد الوحوش المذيلة وأسرها. تحكي القصة الثانية عن شيسوي أوتشيها وقت مماته. تبدأ القصة بشيسوي وإيتاتشي يتقاتلان ويفوز شيسوي. ويتحدثان لاحقًا عن انقلاب الأوتشيها، في حين أن الشهاب الثالث - في قصة «أقاصي الأمل» - يصور كوشينا أوزوماكي تتفاعل مع أوبيتو الصغير وبقية فريق ميناتو.

## التطوير والإصدار
لأجل هذه اللعبة، طلب فريق التطوير المساعدة من خبير في ألعاب القتال لإنشاء نظام معارك جديد. ولأجل هذا أرادوا الحصول على تحركات أكثر والتي تتطلب أكثر من دخل. ولأنه توجد أكثر من 100 شخصية، أُجريت الكثير من الاختبارات والتعديلات لإيجاد أفضل نتيجة لصنع اللعبة. قرر الفريق التركيز على نظام القتال أكثر من عناصر الذبح والتقطيع التي تواجدت في الألعاب السابقة. بدأت الأفكار لشخصية ميكا-ناروتو عندما ناقش فريق العمل إدخال نمط جديد. كان ماساشي كيشيموتو هو الرجل المسؤول عن ميكا-ناروتو عندما اقترحه فريق العمل لتضمين شخصية جديدة. قرر كيشيموتو إضافة شخصية ستُحدث ضجة كبيرة حول العالم ونتج عنها ميكا-ناروتو. هيروشي ماتسوياما المدير التنفيذي لسيبر كونيكت 2 كان متفاجئًا عن رؤية الشخصية الجديدة.
أظهر كيشيموتو سابقًا لفريق العمل تصاميم قام بها لبعض أعضاء الأكاتسكي والتي أدت لأن يعدها فريق العمل فرصة مثالية لاستخدامها في اللبعة. حينئذٍ اتصلوا بإستديو بيرو - المسؤول عن نسخة الأنمي من السلسلة - واقترحوا احتمال مشاهدة قصة جديدة تتمحور حول هؤلاء الأعضاء والتي ستُسعِد معجبي السلسلة. بالرغم من أن اللعبة تعد لعبة فرعية من لعبة العاصفة السابقة، إلا أن القصة والشخصيات راجعها كيشيموتو. علق ماتسوياما أن السيناريو الجديد النهائي قد يكون مُبكيًا لبعض اللاعبين.
أُصدرت اللعبة في اليابان وأمريكا الشمالية وأوروبا في سبتمبر 2014. في أوروبا، صُدِّرت اللعبة بإصدارين مميزين مع النسخة العادية. نسخة «المتنافسين» لليوم الأول تتضمن زيين حصريين ولن يُباعا منفصلين في أي وقت لاحق. ناروتو يرتدي زي ساسوكي أوتشيها، ويرتدي ساسوكي زي ناروتو. والنسخة الثانية «نسخة الساموراي» تتضمن تمثال ساموراي ناروتو طوله 17 سنتيمتر (منتج خصيصًا للعبة) وحقيبة معدنية. تتضمن اللعبة أيضًا رسوم متحركة أصلية للفيديو بعنوان «ناروتو شيبودن معركة جانبية مشمسة». توقع ماتسوياما أن تبيع اللعبة أكثر من 1.5 مليون نسخة حول العالم.

## الاستقبال
| استقبال |                                                                     |
| --- | ------------------------------------------------------------------- |
| مجموع النقاط المجموع نقاط ميتاكريتيك (الحاسوب الشخصي) 61/100 [ 24 ] (بلاي ستيشن 3) 73/100 [ 25 ] (إكس بوكس 360) 62/100 [ 26 ] نتائج المراجعة نشرة نقاط فاميتسو 35/40 [ 27 ] غيم ريفولوشن [ 28 ] |                                                                     |
| مجموع النقاط |                                                                     |
| المجموع | نقاط                                                                |
| ميتاكريتيك | (الحاسوب الشخصي) 61/100 (بلاي ستيشن 3) 73/100 (إكس بوكس 360) 62/100 |
| نتائج المراجعة |                                                                     |
| نشرة | نقاط                                                                |
| فاميتسو | 35/40                                                               |
| غيم ريفولوشن | [ 28 ]                                                              |

تلقت اللعبة تقييمًا إيجابيًا حرجًا في اليابان، إذ منحتها فاميتسو 35 نقطة من أصل 40 في نسختيها للبلاي ستيشن 3 وإكس بوكس 360. أما في السوق الغربية، فقد تلقت اللعبة مراجعات متبانية وكذلك إيجابية من النقاد. الموقع المجمع للمراجعات ميتاكريتيك منح 73 نقطة من أصل 100 لنسخة البلاي ستيشن 3.